# Pomnik Niepodległości w Kielcach
Pomnik Niepodległości w Kielcach – pomnik znajdujący się na Placu Niepodległości w Kielcach, w pobliżu dworca kolejowego. Upamiętnia pierwsze walki Strzelców z Rosjanami w sierpniu 1914 roku.
Pomnik powstał z inicjatywy kieleckich kolejarzy, projekt wykonał Czesław Czapski – student Politechniki Warszawskiej i syn zawiadowcy kieleckiej stacji kolejowej. Monument został uroczyście odsłonięty 3 listopada 1929 roku przez ministra komunikacji Alfonsa Kühna; wcześniej odbyła się msza polowa. Na pomnik składały się około pięciometrowy postument, wykonany z piaskowca szydłowieckiego, oraz rzeźba kuli ziemskiej z orłem w koronie piastowskiej, który zrywał się do lotu. We wrześniu 1939 roku pomnik zniszczyli Niemcy.
Na początku XXI wieku przystąpiono do odbudowy pomnika. Odsłonięcie nastąpiło 11 listopada 2002 roku. Rekonstrukcję wykonano dzięki szczegółowej fotografii, przedstawiającej pomnik z 1929 roku.
Obecny pomnik ma około 11 metrów wysokości. Postument wykonany jest z granitu, znajduje się na podwójnym cokole. W jego dolnej części umieszczono cztery pamiątkowe płyty, w środkowej zaś cztery emblematy. Część górna to kula ziemska, z której do lotu zrywa się mierzący półtora metra i wykonany z brązu orzeł w koronie wazowskiej.